# Wilfredo Raymondo
Wilfredo Raymondo (Colonia del Sacramento, 9 de junio de 1919-Maldonado, 24 de octubre de 2010) fue un profesor de educación física y entrenador. Una figura emblemática de la natación y el remo uruguayo.

## Biografía
Fue el primer graduado en Uruguay como profesor de Educación Física y durante sus 50 años de trabajo se desempeñó como formador de múltiples generaciones de deportistas y profesores. En su trayectoria, tiene records Olímpicos y Sudamericanos en natación.
Luego de recibir el título de profesor de educación física en Montevideo se radicó en Paysandú donde se casó y formó su familia en esa ciudad.
Entrenador de Carlos Scanavino, Ana María Norbis y otros atletas de gran destaque que representaron a Uruguay en Juegos Olímpicos y en Mundiales.
Fue medallista de plata y bronce en los Juegos Olímpicos de Londres 1948 como Técnico de la Federación Uruguaya de Remo entrenando a Eduardo Risso (remero) ganador de la plata en la modalidad Scull individual, así como de William Jones y Juan Antonio Rodríguez Iglesias ganadores del bronce en la modalidad Double Scull.
Repitió medalla de bronce en los Juegos Olímpicos de Helsinki 1952 como Técnico de Remo de Juan Antonio Rodríguez Iglesias y Miguel Seijas en modalidad Doble scull, cuenta también con un subcampeonato Panamericano de natación, y varias medallas en Juegos y Campeonatos Sudamericanos.
Entre 1964 y 1968 entrena a Ana María Norbis para los Juegos Olímpicos de México 1968, consiguiendo un récord olímpico de la nadadora de 1'16''07.
En 1970 inicia a Carlos Scanavino en la Natación.
Obtuvo en varias ocasiones el premio Olivo Olímpico que entrega el Comité Olímpico Uruguayo, siendo además varias oportunidades el mejor técnico del país.
En el año 1983 fundó el Panatlón Club Maldonado-Punta del Este
Es el Entrenador del equipo nacional de Natación en los Juegos Olímpicos de Seúl 1988.
En 1990 pasó a ser socio honorario de la Asociación de Preparadores Físicos del Uruguay, en 1993 la Confederación Uruguaya de Deportes le entregó la medalla al Mérito Deportivo, también en ese mismo año, fue nombrado miembro vitalicio de la Orden Sudamericana de Caballeros de la Natación.
Participó en numerosos congresos y clínicas en el ámbito nacional e internacional, en muchos de estos eventos como disertante.
Debido a sus méritos, en 1994, se otorga el nombre de 'Wilfredo Raymondo' a la  piscina olímpica del Campus Municipal de Maldonado.
En 1997 la Presidencia de la República le entrega el Premio Altar Olímpico.
Inició en el año 2000 – 2001, un trabajo desde cero en el Campus Municipal de Maldonado, por medio de un programa para el desarrollo de la natación a largo plazo, el cual en el transcurso de estos años hizo posible que muchos nadadores del departamento alcanzaran logros importantes como: campeones y recordistas nacionales de categorías y absolutos, campeones y recordistas del torneo Promesas del Cono Sur, campeones y recordistas de la Copa Austral, campeones y medallistas sudamericanos escolares y juveniles.
En el año 2001 la Intendencia Departamental de Maldonado le entrega el Campus de Platino por su magnífica trayectoria rica en numerosos resultados deportivos.
Una carrera deportiva de más de 50 años, representó a Uruguay en 3 Juegos Olímpicos consiguiendo 3 medallas, numerosos Campeonatos Mundiales, Campeonatos Sudamericanos y Juegos Panamericanos, que lo convierten en una figura emblemática de la natación y el remo uruguayo.
El 24 de octubre de 2010, fallece en Maldonado a la edad de 91 años.

## Carrera deportiva como entrenador de Uruguay
| Año  | País           | Ciudad           | Campeonato                                          | Deporte  |
| ---- | -------------- | ---------------- | --------------------------------------------------- | -------- |
| 1948 | Reino Unido    | Londres          | Juegos Olímpicos                                    | Remo     |
| 1952 | Chile          | Valdivia         | Campeonato Sudamericano de Remo                     | Remo     |
| 1952 | Finlandia      | Helsinki         | Juegos Olímpicos                                    | Remo     |
| 1955 | México         | Ciudad de México | Juegos Panamericanos                                | Remo     |
| 1962 | Argentina      | Buenos Aires     | Campeonato Sudamericano de Natación                 | Natación |
| 1965 | Brasil         | Río de Janeiro   | Campeonato Sudamericano de Natación                 | Remo     |
| 1969 | Colombia       | Cali             | Campeonato sudamericano                             | Natación |
| 1971 | Colombia       | Cali             | Juegos Panamericanos                                | Natación |
| 1972 | Chile          | Arica            | Campeonato Sudamericano de Natación                 | Natación |
| 1974 | Argentina      | Buenos Aires     | Campeonato sudamericano                             | Remo     |
| 1976 | Uruguay        | Maldonado        | Campeonato Sudamericano de Natación                 | Natación |
| 1981 | Colombia       | Medellín         | Campeonato sudamericano                             | Natación |
| 1983 | Uruguay        | Maldonado        | Campeonato sudamericano                             | Natación |
| 1984 | Brasil         | Río de Janeiro   | Campeonato Sudamericano de Natación                 | Natación |
| 1986 | Perú           | Lima             | Campeonato sudamericano                             | Natación |
| 1986 | España         | Madrid           | Campeonato Mundial de Natación                      | Natación |
| 1986 | Rusia          | Moscú            | Juegos de la Amistad                                | Natación |
| 1987 | Estados Unidos | Indianapolis     | Juegos Panamericanos                                | Natación |
| 1988 | Colombia       | Medellín         | Campeonato Sudamericano de Natación                 | Natación |
| 1988 | Corea del Sur  | Seúl             | Juegos Olímpicos                                    | Natación |
| 1988 | España         | Santander        | Campeonato de España Absoluto de Verano de Natación | Natación |
| 1990 | Perú           | Lima             | Juegos Suramericanos                                | Natación |
| 1991 | Australia      | Perth            | Campeonato Mundial de Natación                      | Natación |
| 1994 | Uruguay        | Maldonado        | Campeonato Sudamericano de Natación                 | Natación |

## Copa Internacional Wilfredo Raymondo
Desde el 2005 la Intendencia Departamental de Maldonado -mediante la Dirección General de Deportes y el cuerpo técnico- organiza la Copa Internacional de Natación 'Wilfredo Raymondo', en el Campus Municipal de Maldonado en homenaje a su trayectoria deportiva. 